# Titularerzbistum Sebaste degli Armeni
Sebaste degli Armeni ist ein Titularerzbistum, das vom Papst an Titularerzbischöfe aus der mit Rom unierten armenisch-katholischen Kirche vergeben wird.
Es geht auf einen früheren Bischofssitz in der antiken Stadt Sebaste (heute Sivas) zurück, die sich in der zentralanatolischen Provinz Sivas in der heutigen Türkei befindet.
Die Eparchie Tokast wurde 1850 von Pius IX. errichtet und dem armenischen Patriarchen von Kilikien zur Verwaltung übergeben. 1858 wurde Eparchie Sebaste mit Sitz in Sivas errichtet. Am 30. Mai 1892 vereinigte Papst Leo XIII. Sebaste und Tokast mit dem Apostolischen Schreiben Quod ab Episcopis und erhob sie in den Rang einer Erzeparchie. Aufgrund des Völkermordes an den Armeniern verlor die türkisch-armenischen Diözesen den Großteil seiner Gläubigen.
Im Päpstlichen Jahrbuch 1972 wurden alle vakanten armenischen Eparchien in der Türkei aufgelöst und in Titularbistümer umkategorisiert, so dass die Erzeparchie von Konstantinopel seitdem de jure das gesamte Gebiet der Türkei umfasste.

## Bischöfe
- 1858–1877: Narsete Aleblian
- 1877–1890: Carlo Ghadifian
- 1892–1905: Isacco Hagian
- 1908–1916: Leone Kecegian

## Titularbischöfe
| Titularerzbischöfe von Sebaste degli Armeni |                           |                                                                                   |                 |                   |
| Nr.                                         | Name                      | Amt                                                                               | von             | bis               |
| 1                                           | Nerses Der Nersessian CAM | Ordinarius des Ordinariats für die armenischen Gläubigen in Osteuropa (Osteuropa) | 9. Juli 1992    | 24. Dezember 2006 |
| 2                                           | Kevork Noradounguian ICPB | Ordinarius des Ordinariats für die armenischen Gläubigen in Osteuropa (Osteuropa) | 21. August 2024 |                   |